# Лексінгтон (Оклахома)
Лексінгтон (англ. Lexington) — місто (англ. city) в США, в окрузі Клівленд штату Оклахома. Населення — 2010 осіб (2020).

## Географія
Лексінгтон розташований за координатами 35°1′4″ пн. ш. 97°20′6″ зх. д. / 35.01778° пн. ш. 97.33500° зх. д. (35.017846, -97.335000).  За даними Бюро перепису населення США в 2010 році місто мало площу 6,20 км², з яких 6,20 км² — суходіл та 0,01 км² — водойми.

## Демографія
Згідно з переписом 2010 року, у місті мешкали 2152 особи в 779 домогосподарствах у складі 541 родини. Густота населення становила 347 осіб/км².  Було 886 помешкань (143/км²).
Расовий склад населення:
| - 81,3 % — білих - 5,5 % — корінних американців - 0,7 % — чорних або афроамериканців - 0,3 % — азіатів - 7,0 % — осіб інших рас |

До двох чи більше рас належало 5,2 %. Частка іспаномовних становила 11,2 % від усіх жителів.
За віковим діапазоном населення розподілялося таким чином: 26,1 % — особи молодші 18 років, 57,2 % — особи у віці 18—64 років, 16,7 % — особи у віці 65 років та старші. Медіана віку мешканця становила 36,0 року. На 100 осіб жіночої статі у місті припадало 99,8 чоловіків;  на 100 жінок у віці від 18 років та старших — 91,3 чоловіків також старших 18 років.
Середній дохід на одне домашнє господарство  становив 51 130 доларів США (медіана — 44 000), а середній дохід на одну сім'ю — 57 377 доларів (медіана — 50 403). Медіана доходів становила 32 326 доларів для чоловіків та 35 388 доларів для жінок. За межею бідності перебувало 20,2 % осіб, у тому числі 19,9 % дітей у віці до 18 років та 11,9 % осіб у віці 65 років та старших.
Цивільне працевлаштоване населення становило 869 осіб. Основні галузі зайнятості: освіта, охорона здоров'я та соціальна допомога — 18,9 %, роздрібна торгівля — 13,9 %, публічна адміністрація — 10,9 %, виробництво — 9,7 %.